# Yura Murakami
Yura Murakami (jap. 村上 優空, Murakami Yura; * 18. Februar 2000 in der Präfektur Iwate) ist eine ehemalige japanische Nordische Kombiniererin.

## Werdegang
Murakami, die in der Jugend auch an einigen Skisprung-Wettbewerben teilnahm, startete im März 2017 im Youth Cup in Trondheim erstmals auf internationaler Ebene. An beiden Wettkampftagen zeigte sie zwar starke Leistungen, verpasste allerdings beides Mal als Vierte knapp das Podest. Auch bei ihrem Debüt im Continental Cup, der damals zum ersten Mal ausgetragen wurde und noch die höchste Wettkampfserie für die Frauen darstellte, Mitte Januar 2018 im norwegischen Rena musste Murakami sich mit Rang vier zufriedengeben. Nachdem sie auch zum Saisonabschluss in Nischni Tagil zwei Platzierungen unter den besten Zehn erreicht hatte, belegte sie in der Gesamtwertung den sechsten Platz. Bei den ersten japanischen Meisterschaften in der Nordischen Kombination wenige Wochen später in Nayoro belegte Murakami ebenso den sechsten Platz.
Im Winter 2018/19 ging Murakami erst im Januar 2019 im estnischen Otepää im Continental Cup an den Start, doch erreichte sie im Gegensatz zur Vorsaison lediglich die Ränge im Mittelfeld. Wenige Wochen später nahm sie am historisch ersten Wettbewerb für Frauen bei den Nordischen Junioren-Skiweltmeisterschaften 2019 in Lahti teil und wurde Zwölfte. In der Continental-Cup-Saison 2019/20 stellte sie sich nur am Wettkampfwochenende in Rena der Konkurrenz, wo sie mit den Rängen 17 und 19 erneut nur die mittleren Plätze belegte. Anschließend trat sie international nicht mehr in Erscheinung.

## Statistik

### Continental-Cup-Platzierungen
| Saison  | Platz | Punkte |
| ------- | ----- | ------ |
| 2017/18 | 06.   | 126    |
| 2018/19 | 39.   | 030    |
| 2019/20 | 37.   | 026    |